# 布什主义
布什主义（Bushism）是指美国前总统乔治·沃克·布什在公开演讲中做出的各種言行以及发音、弗洛伊德式错误、口误、飛白、創造新词、首音互換以及误读。多個網站以及出版物用布什主义一詞来讽刺這些前总统。